# Бурул Ташиєва
Бурул Ташиєва — радянська господарська, державна і політична діячка.

## Біографія
Народилася в 1932 році в селі Когалма. Член КПРС.
З 1948 року — на господарській, суспільній і політичній роботі. У 1948—1989 рр. — колгоспниця, доярка колгоспу «Ленінський шлях» Ленінського району, «Комунізм» і «Комсомол» Базар-Коргонського району Киргизької РСР.
Обиралася депутатом Верховної Ради Киргизької РСР 7-го скликання.
Померла в Базар-Коргоні в 1989 році.